# Hydrocyphon pulchellus
Hydrocyphon pulchellus es una especie de coleóptero de la familia Scirtidae.

## Distribución geográfica
Habita en Nepal.